# Pericope

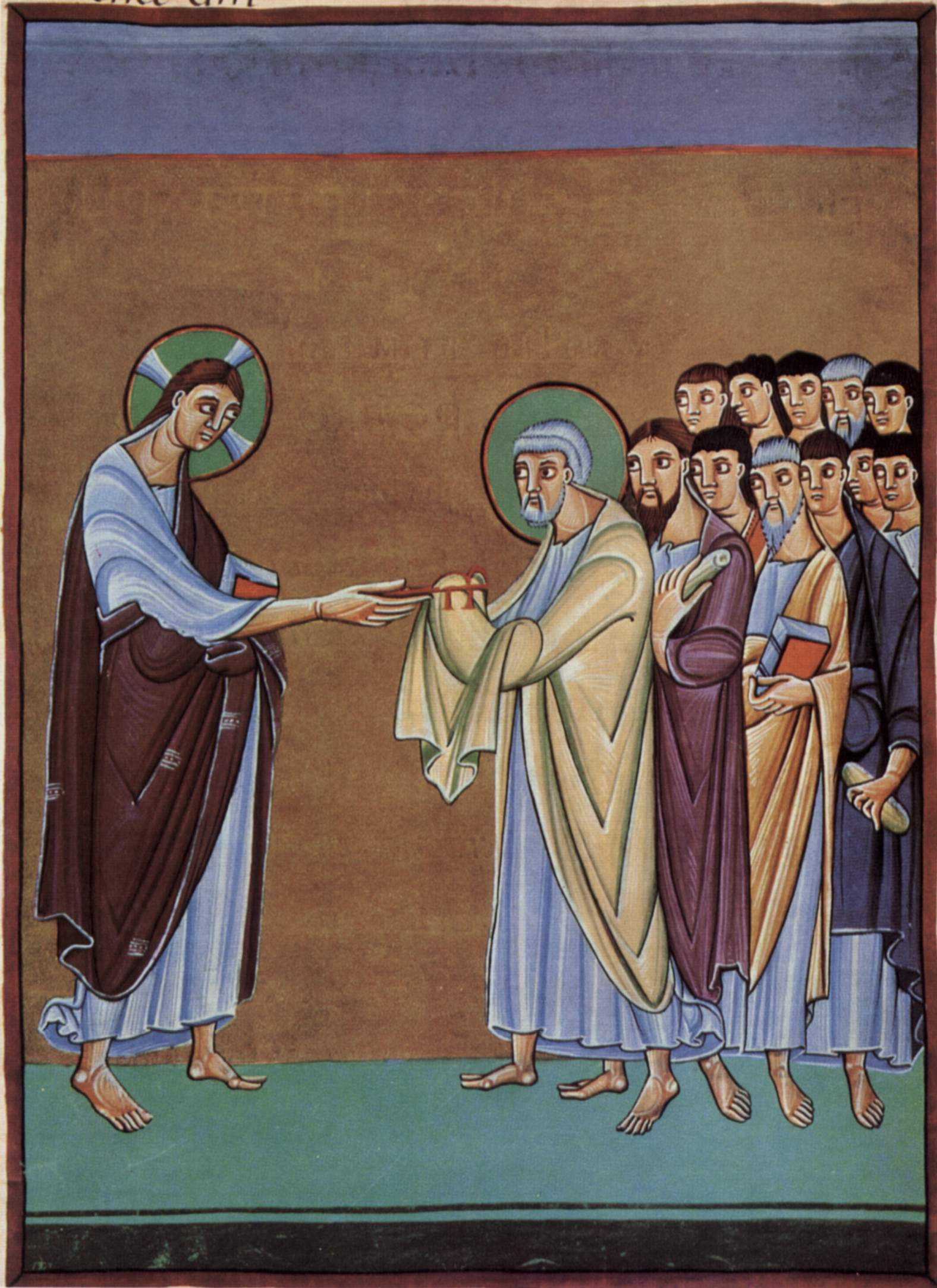
Libro della pericope di Enrico II: l'apostolo Pietro riceve le chiavi

La perìcope (traslitterazione del greco περικοπή, "ritaglio", derivato da περικόπτω "tagliare intorno") è, in retorica, un gruppo di versi estratti da un testo che formano un'unità o un filo di pensiero coerente e che quindi ben si presta alla lettura in pubblico. Le pericopi sono solitamente tratte dai testi sacri e vengono spesso utilizzate nell'esegesi del Nuovo Testamento.
Un esempio importante è il libro del profeta Isaia dove i capitoli possono essere divisi in pericopi utili a tracciare la cronologia degli eventi o la teologia dell'autore; alcune pericopi del profeta sono richiamate anche nel Nuovo Testamento.
Il termine viene anche traslato agli evangeliari, spesso miniati, contenenti solo i passi usati durante le messe dell'anno liturgico. Esempi di rilievo, entrambi ottoniani, sono il libro della pericope di Enrico II e le pericopi di Salisburgo.
Anche i lezionari, normalmente, sono formati da pericopi contenenti letture estratte dalle epistole e dai vangeli per l'anno liturgico. Una pericope formata da passi estratti da parti diverse di uno stesso libro, o da diversi libri della Bibbia, viene chiamata concatenazione.
Un esempio di pericopi può essere quello che il filologo Aurelio Peretti, in Teognide nella tradizione gnomologica europea (1953), ha individuato nella silloge elegiaca del poeta greco arcaico Teognide: nella suddetta raccolta, infatti, gruppi di versi possono essere legati fra di loro per la ricorrenza di medesimi temi, trattati spesso in variatio, e costituiscono le unità di cui si compone il corpus teognideo.